# Погге, Пауль

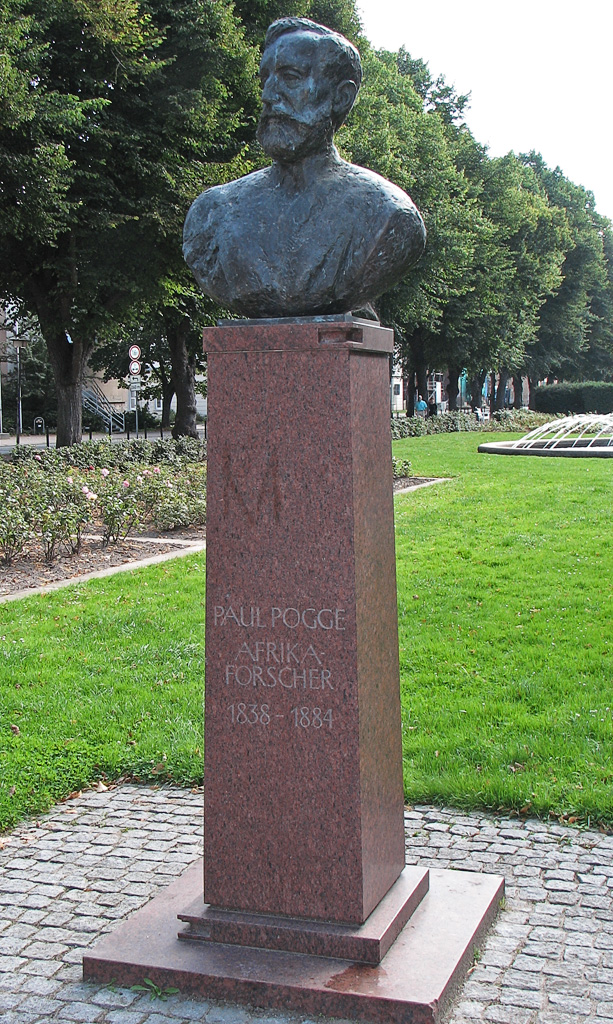
Бюст Пауля Погге в Ростоке

Пауль Фридрих Иоганн Мориц Погге (нем. Paul Friedrich Johann Moritz Pogge; 24 декабря 1838, Грос-Роге, Мекленбург — Передняя Померания — 16 марта 1884, Луанда) — немецкий путешественник, исследователь Африки.

## Биография
Родился и жил в имении отца. Изучал юриспруденцию в университетах Берлина, Мюнхена и Гейдельберга, где получил научную степень доктора права. Будучи страстным охотником, в 1865—1866 годах совершил своё первое путешествие в Южную Африку в Квазулу-Натал, Капской колонии.
Вернувшись на родину, продал доставшееся ему в наследство поместье и предпринял две экспедиции в Центральную Африку, исследуя район южного бассейна реки Конго, первую — в 1874—1876 гг. и вторую — в 1880—1884 гг.
В 1875 году он прошёл от западного побережья Африки в Лунду. В первом путешествии, которое финансировалось обществом Deutschen Gesellschaft zur Erforschung Aequatorial-Afrikas, его сопровождал натуралист Александр фон Хомайер.
В 1880—1882 гг. по заданию Германского Африканского общества вместе с Г. Висманом совершил путешествие в Центральную Африку. Высадившись в Сан-Паулу-ди-Луанда на западном побережье, экспедиция пересекла Анголу с запада на восток до реки Чикапа, а затем по долинам рек Касаи, Санкуру, Ломами (бассейн Конго) вышла к реке Луалаба. Достигла Нуангве в апреле 1882 года. Отсюда Погге тем же путём вернулся в Анголу. Результатом экспедиции было первое исследование территорий между Касаи и Ломами. Во время экспедиции, путешественники стали первыми европейцами, которые вступили в контакт с представителями племени тва (батва) народности банту.
Умер, заразившись тропической лихорадкой, через несколько дней после возвращения в Луанду.

## Избранные публикации
- Im reiche des Muata Jamwo. Tagebuch meiner im auftrage der Deustsche gesellschaft zur erforschung aequatorial-Afrika’s in die Lunda-staaten unternommenen reise, 1880 .[3]
- Pogge and Wissmann’s route from the Kasai to Nyangwe, 1881—1882.[4]
- Durchquerung Afrikas T. 1. Unter deutscher Flagge quer durch Afrika von West nach Ost : Von 1880—1883 / ausgef. von Paul Pogge ; Hermann von Wissmann, Berlin Globus Verlag, 1922 — Across Africa, volume 1. Under the German flag across Africa from west to east.[5]